# Костел Вознесіння Діви Марії (Чорнобиль)
Костел Вознесіння Ді́ви Марі́ї (Чорнобиль) – римо-католицький храм у Чорнобилі, існуючий протягом XVII- початку ХХ століть. До 1832 р. – власність домініканського кляштору.

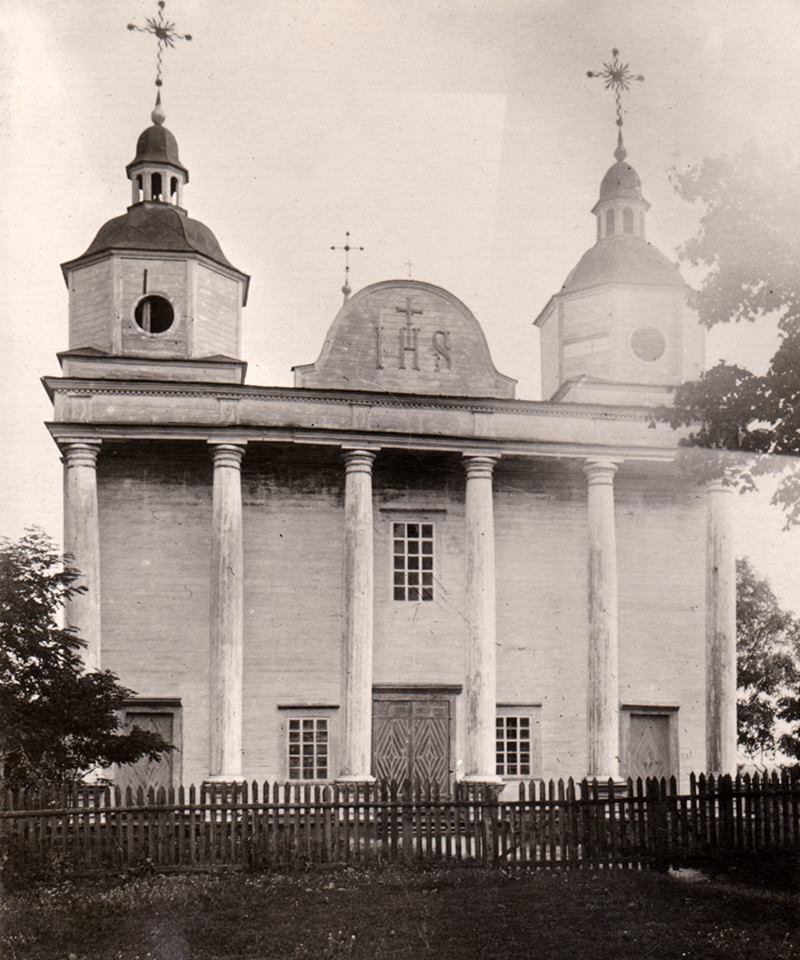
римо-католицький храм у Чорнобилі

Костел збудований на початку  XVII ст. Лукашем Сапєгою та його дружиною Софією Іванівною Кміт (Кміцянкою) – власниками Чорнобиля. На будівництво костьолу було використано 30 тис. злотих. Фундатори костелу поховані у його підземеллях.
У середині XVIII століття костел згорів від потрапляння блискавки. У 1757 або 1759 р. завершено його відбудову та заново посвячено. При костелі діяла парафіяльна школа.
Після польського повстання 1832 р. згідно указу царя Миколи І від 19 липня 1832 монастир був розпущений. Костел перетворено на парафіяльний.
За радянської влади костел було закрито, згодом частково знесено. На його місці 1932 р. збудовано маслозавод.
За неперевіреними даними, збереглись лише пивниці із похованнями роду Сапєг та Ходкевичів.
Документи про ліквідацію монастиря у 1832 р. зберігаються в Центральному державному історичному архіві м. Києва (фонд 1040, опис 1, справи 22, 23). Сповідна відомість костелу за 1868 р. зберігається там же (фонд 1040, опис 2, справа 467).